# Estauracio (eunuco)
Estauracio (en griego: Σταυράκιος; Staurakios; 3 de junio del 800) fue un funcionario bizantino eunuco que se volvió uno de los más importantes e influyentes aliados de la emperatriz bizantina Irene (797-802). Fungió como primer ministro de la regencia de la emperatriz durante la minoría de edad de su hijo, el emperador Constantino VI (780-797) en 780-790, hasta que fue apartado y exiliado por una revuelta militar en favor del joven emperador en el 790. Restaurado por Constantino juntamente con Irene en el 792, apoyó el derrocamiento, cegado y posible asesinato de este en el 797. Su propia posición quedó luego amenazada por el ascenso de otro poderoso eunuco, Aecio. La creciente rivalidad entre los dos acabó únicamente a la muerte de Estauracio en el 800.

## Primer ministro en la regencia de Irene

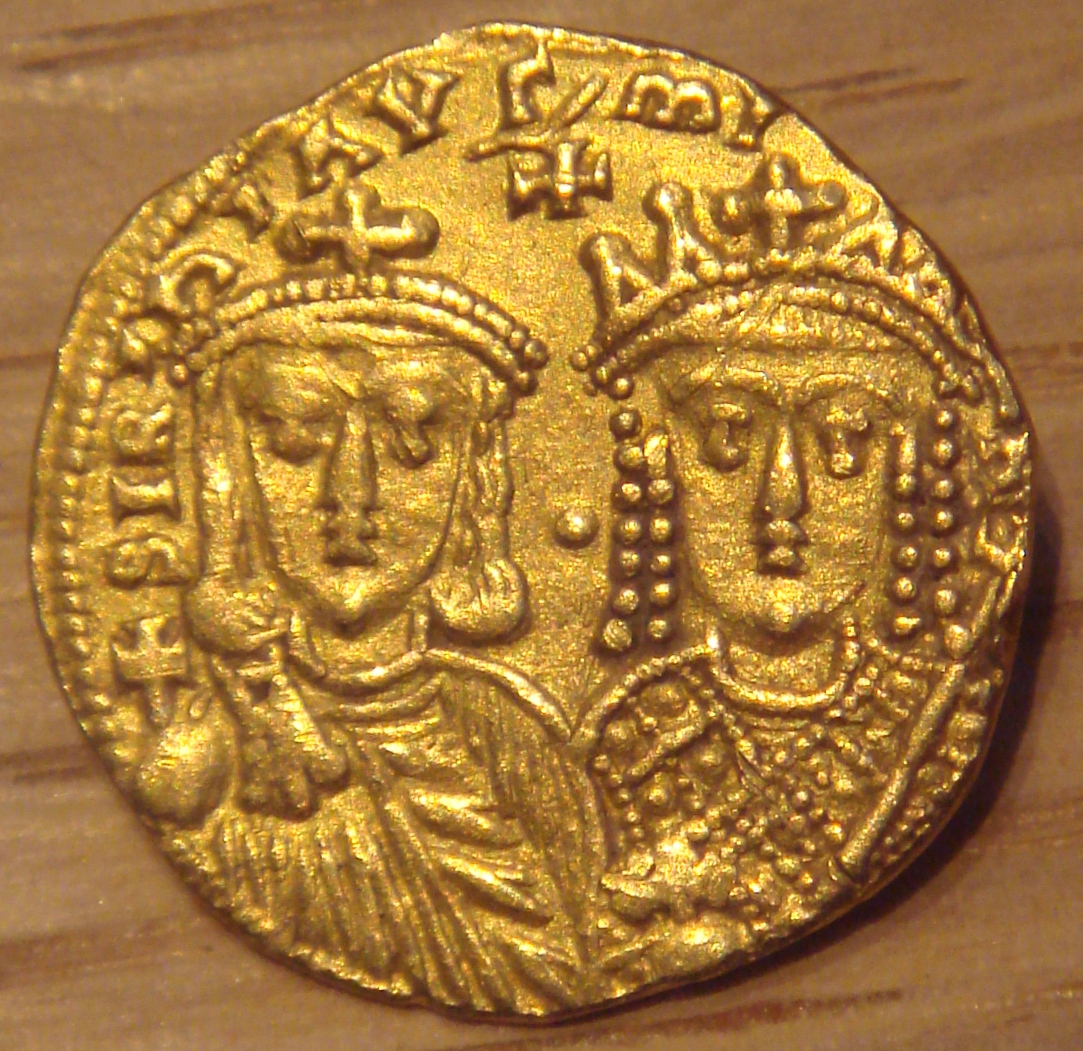
La emperatriz Irene y su hijo Constantino VI, al que ella asesinó con la ayuda de Estauracio.

Estauracio descolló por primera vez en la política bizantina en el 781, cuando Irene, regente de su hijo Constantino VI, lo nombró para el puesto de logoteta del dromo, el equivalente bizantino al ministro de Asuntos Exteriores. Tenía ya el rango cortesano de patricio, y con este nombramiento se hizo, en palabras del cronista Teófanes el Confesor, «el más distinguido hombre de su época y encargado de todo» durante el resto del reinado de Irene. Este nombramiento era parte de la política de la emperatriz de nombrar ministros y generales de entre los funcionarios eunucos, principalmente a causa de su desconfianza de los generales nombrados anteriormente por su difunto marido, León IV (775-780), y por su suegro, Constantino V (741-775). Los generales, fervorosamente leales a la dinastía isauria y a su acentuada iconoclasia, podían amenazar su posición; en efecto, pocas semanas después de la muerte de León IV, Irene tuvo que sofocar una revuelta palaciega que pretendía colocar al hermano del difunto, el césar Nicéforo, en el trono.
Esta confianza en los eunucos provocó cierta hostilidad de los militares; el resentimiento por el nombramiento de Estauracio para este destacado puesto aparece, en las crónicas bizantinas, como la razón para la deserción  (inicialmente secreta) de Tatzates, el importante strategos armenio del thema de los Bucelarios a los abasíes en el 782. La deserción fue un grave revés para los bizantinos que, en aquel momento, casi habían conseguido cercar al ejército invasor del futuro califa Harún al-Rashid (786-809). Por sugerencia de Tatzates, al-Rashid pidió negociar y, cuando llegaron a su campamento los emisarios imperiales, entre los que se encontraba Estauracio, los prendió y mantuvo como rehenes. Al punto, Tatzates y sus hombres se pasaron abiertamente a las filas del califa. Estauracio y los demás legados bizantinos fueron liberados solo cuando la emperatriz Irene aceptó los duros términos del califa para implantar una tregua de tres años, que incluía el pago anual de un gigantesco tributo de entre setenta y noventa mil dinares y la entrega de más de diez mil prendas de seda.
El año siguiente, Estauracio dirigió una expedición imperial contra las comunidades eslavas (esclavenos) de Grecia. Partiendo de Constantinopla, el ejército imperial siguió por la costa tracia hasta Macedonia y después viró al sur, hacia Tesalia, Grecia central y el Peloponeso. Esta expedición restauró parcialmente la autoridad bizantina en la región, realizó saqueos y exigió tributos de los caudillos locales. La emperatriz recompensó a su fiel ministro permitiéndole que celebrara un triunfo en el Hipódromo de Constantinopla en enero del 784.
Alborozada por este éxito, Irene entonces emprendió la restauración de la veneración de los iconos, que había sido prohibida por el emperador Constantino V. Esta maniobra debía facilitar la mejora de las relaciones con Occidente, tanto con el papado como con Carlomagno. Se convocó un nuevo concilio ecuménico. Al principio, en el 786, se reunió en la Iglesia de los Santos Apóstoles de Constantinopla, pero los soldados de los tagmata (guardia), regimientos fundados por Constantino V y cuyos miembros eran leales a la iconoclasia del emperador, se reunieron fuera, protestaron y acabaron forzando al grupo a dispersarse. Para conseguir neutralizarlos, Irene envió a los tagmata a la base del ejército en Malagina, en Bitinia, supuestamente para preparar una campaña contra los abasíes. Una vez llegados a Bitinia, se licenció al menos a mil quinientos soldados, al tiempo que Estauracio guarnecía la capital con tropas leales del thema de Tracia. Irene convocó entonces de nuevo el concilio, esta vez en Nicea, en septiembre del 787, después de haber despedido a los más recalcitrantes obispos iconoclastas. Como era de esperar, la iconoclasia fue declarada herética y se recuperó la veneración de las imágenes.

## Conflicto con Constantino VI

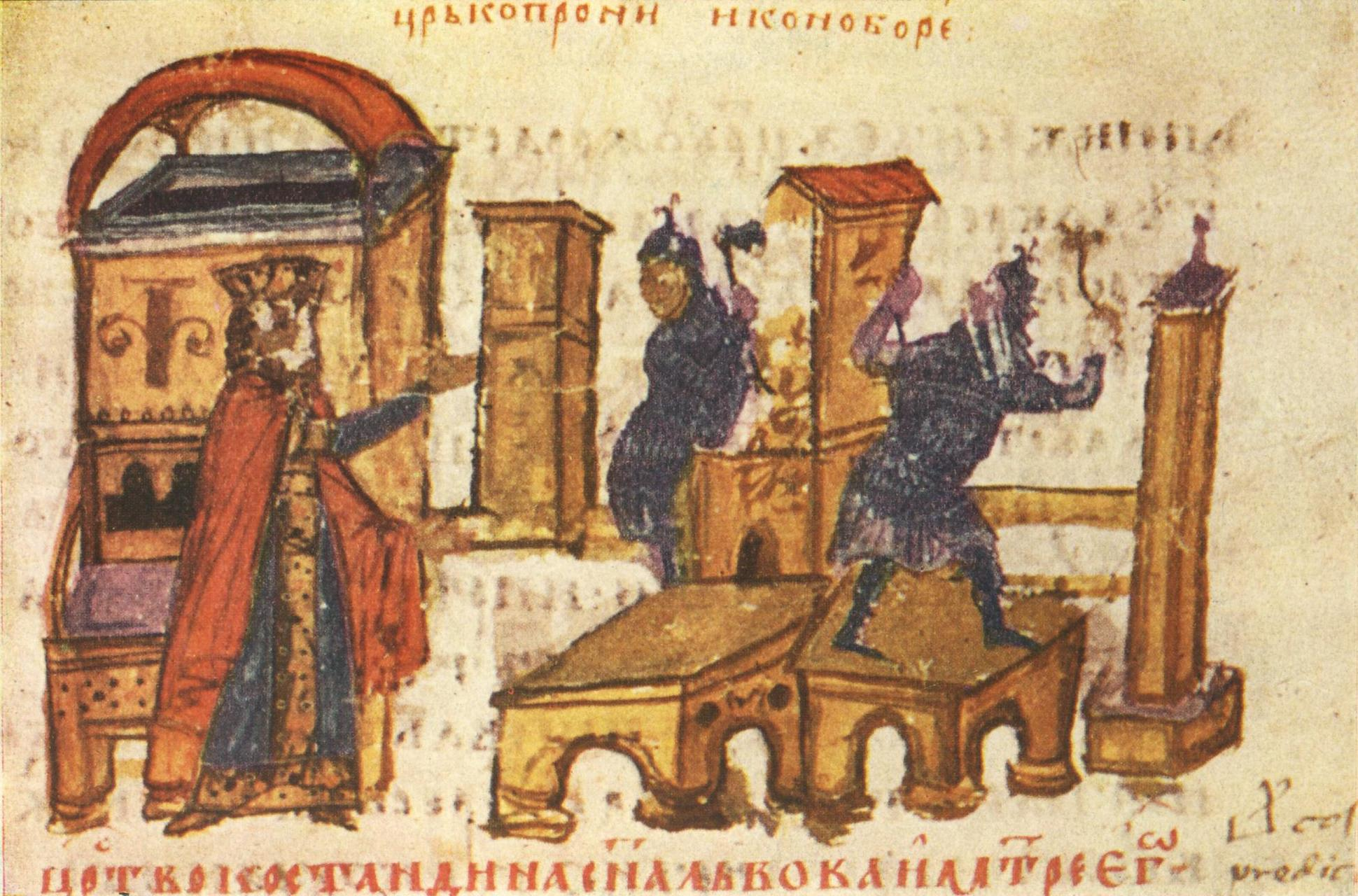
Constantino V, fervoroso iconoclasta, destruyendo una iglesia. Miniatura del Menologio de Constantino Manasés, del siglo.

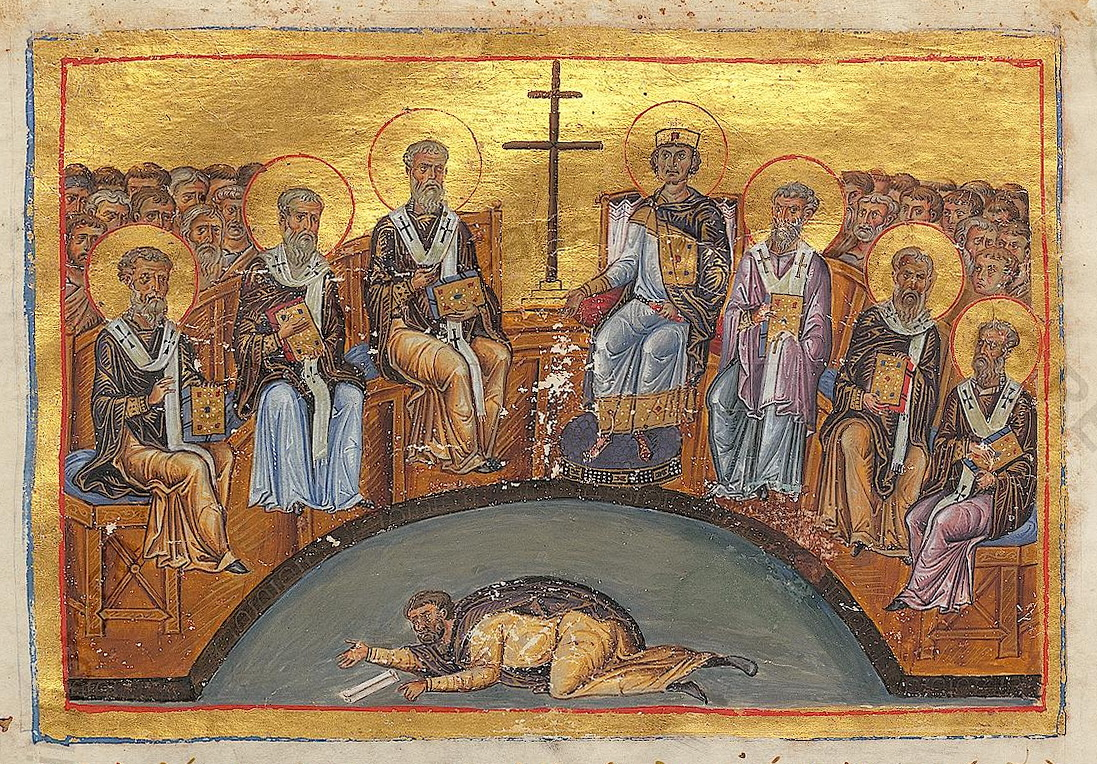
El Segundo Concilio de Nicea, convocado por Irene, concluyó la controversia iconoclasta. Miniatura del Menologio de Constantino Manasés, del siglo.

En el 788, Estauracio participó como juez en un desfile de posibles novias para Constantino VI, que entonces contaba diecisiete años, juntamente con Irene y el propio emperador. Se escogió a María de Amnia, a pesar de la renuencia de Constantino en terminar su noviazgo con Rotruda, la hija de Carlomagno. La ruptura del noviazgo para que Constantino se casase con una princesa armenia empeoró las relaciones con Carlomagno, que en el 794 reunió su propio concilio para condenar el de Nicea y en la Navidad el 800 se hizo coronar emperador. A partir de entonces, comenzó Constantino a rechazar el control de su madre sobre los asuntos de Estado y el poder de los funcionarios eunucos, que le arrebataban su autoridad. Junto con unos pocos conspiradores de confianza, Constantino planeó prender a Estauracio y desterrarlo a Sicilia, y asumir su posición como cogobernante del Imperio bizantino. Estauracio, sin embargo, había previsto el plan: persuadió a Irene de prender, torturar o exiliar a los aliados de Constantino, mientras que este quedó en arresto domiciliario. Enseguida, Irene exigió del ejército un juramento de lealtad, cuyo texto la colocaba antes de su hijo en el orden de precedencia. Esta exigencia originó un motín entre los soldados del thema de Armeníacos, que luego se extendió por todos los ejércitos anatólicos, que se juntaron en Bitinia y exigieron la liberación del emperador. Intimidada, Irene cedió y Constantino quedó como único emperador en el 790. Entre los primeros actos del emperador estuvo la flagelación, tonsura y exilio al thema de Armeníacos de Estauracio; todos los demás funcionarios eunucos fueron igualmente expulsados. Constantino llamó a su lado al iconoclasta antiguo gobernador del thema Tracesiano, Miguel Lacanodraco, al que hizo su principal consejero.
Irene permaneció confinada en su palacio cerca del Puerto de Eleuterio en la capital, pero mantuvo su título de emperatriz. El 15 de enero del 792, por razones poco claras, se la convocó al palacio imperial, se le devolvió su título de emperatriz y cogobernante, y su nombre fue restituido en las aclamaciones imperiales. Se había convencido a Constantino a devolver a su madre al poder, acto que disgustó a los iconoclastas, que conspiraron con el tío de Constantino, Nicéforo. Estauracio también parece haber sido llamado de nuevo y, juntamente con Irene, asumió de nuevo un papel activo en el gobierno estatal. Este cambio llevó a los armeníacos nuevamente a amotinarse, pero su comandante, Alejo Mosele, estaba en Constantinopla. A pesar de las garantías de seguridad que se le dieron, fue prendido y, posteriormente, cegado por órdenes de Irene y de Estauracio, ansiosos por vengarse por el papel que había desempeñado en los sucesos del 790.
Este acto disgustó al ejército, principalmente a los armeníacos, que hasta entonces habían sido un firme apoyo de Constantino VI contra su madre. El destierro a Atenas de sus tíos y el castigo a Mosele debilitaron la posición del emperador. En el 795, Constantino también tensó sus relaciones con la Iglesia en la llamada «controversia moequiana», cuando se divorció de María y se casó con su amante Teodata, sirvienta de palacio. Únicamente la amenaza de Constantino de restaurar la iconoclasia le permitió vencer la oposición del patriarca al nuevo matrimonio, que le hizo perder el apoyo eclesiástico. Como consecuencia, la posición de Irene entre los funcionarios de la capital se fortaleció y la emperatriz comenzó a conspirar contra su hijo. Mientras sobornaba a los tagmata, Estauracio y otros de sus agentes frustraban la expedición encabezada por Constantino contra los abasíes, ya que temían que una victoria pudiera favorecer la imagen del emperador entre la población y el ejército. Cuando Constantino retornó a la capital, fue apresado y cegado el 15 de agosto del 797. Aunque oficialmente sobrevivió y quedó preso junto a su esposa, es probable que pereciese poco después debido a las heridas sufridas.

## Reinado de Irene y la rivalidad entre Estauracio y Aecio
Con Constantino VI eliminado, Irene pasó a reinar sola, la primera emperatriz bizantina en hacerlo. Estauracio, sin embargo, vio su posición cada vez más amenazada por otro poderoso y fiel eunuco de la soberana, Aecio. Ambos entraron en una intensa competición para colocar a sus propios parientes en puestos de poder para asegurarse el control del imperio a la muerte de Irene.
Esta rivalidad se acentuó cuando Irene cayó gravemente enferma en mayo del 799. Con el apoyo del doméstico de las escolas Nicetas Trifilio, Aecio acusó a Estauracio de intentar usurpar el trono. Irene convocó un concilio en Hieria en el cual su poderoso ministro sufrió una reprimenda, pero se libró de mayores castigos mediante una simple expresión de arrepentimiento. Estauracio comenzó entonces a planear su contraataque, sobornando a miembros de los tagmata, aunque parecía contar en esa época con escasos aliados en los puestos más altos. Aunque un eunuco no pudiese legalmente sentarse en el trono imperial, parece que Estauracio aun así lo intentó. Alertado por Aecio, la emperatriz emitió órdenes en febrero del 800 para que los militares se mantuvieran alejados de Estauracio. Esta medida frustró los planes del eunuco y creó un precario equilibrio de poder entre él y Aecio; este último contaba aún con el respaldo de Nicéforo Trifilio. Luego, Estauracio también cayó enfermo: escupía sangre, según los relatos. Aun así, convencido por médicos, monjes y videntes de que viviría para ser emperador, alentó una revuelta en Capadocia contra su adversario Aecio, que para entonces había obtenido el cargo de strategos del thema de los Anatólicos, el más poderoso puesto militar del imperio en aquel momento. Sin embargo, antes de que llegasen noticias de la revuelta —por otra parte rápidamente sofocada— a la capital, Estauracio falleció el 3 de junio del 800. Solo su oportuna muerte evitó la guerra entre los dos eunucos.